# İvriz Çayı
Il fiume d'İvriz (İvriz Çayı) è un fiume turco tagliato dalla diga di İvriz. Si trova nella provincia di Konya. Questo fiume endoreico passa vicino a Ereğli prima di perdersi nelle pianure a nord della città verso i 1000 m di altitudine.